# Kolonia Rzeki Swan

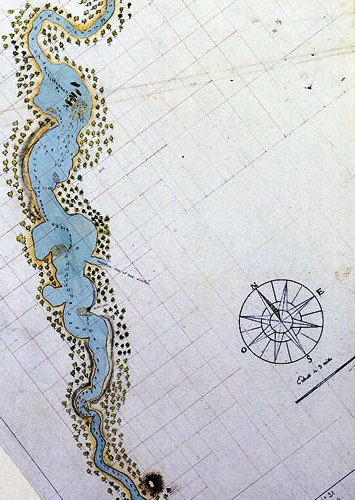
Pierwsza szczegółowa mapa Rzeki Łabędziej (1801)

Kolonia Rzeki Swan, Kolonia Rzeki Łabędziej (ang. Swan River Colony, Swan River Settlement lub Swan River czyli Rzeka Łabędzia) – dawna kolonia brytyjska założona w 1829 roku wzdłuż Rzeki Łabędziej po przybyciu kolonistów na tamtejsze piaszczyste, północne plaże. Pod naciskami osadników geodeta generalny John Septimus Roe wytyczył działki wzdłuż rzeki. Niedługo po tym miejscowość, od której zaczęła się kolonia nazwano Perth. Inne miasta tej kolonii to Fremantle i Guildford. Nazwa kolonii stała się pars pro toto dla całej Australii Zachodniej. 6 lutego nazwę kolonii zmieniono na Kolonię Australii Zachodniej.  W ciągu 3 lat kolonia wzrosła i jej populacja wyniosła 1,5 tysiąca ludzi. Status odrębnej kolonii utraciła w 1833. 